# Харківська операція (1942)
Ха́рківська опера́ція 1942 року, або Друга битва за Харків  — велика воєнна операція, розпочата наступом Південно-Західного та правого крила Південного фронтів Червоної армії проти німецьких військ групи армій «Південь» на Ізюмському плацдармі в період 12—29 травня 1942 року під час Другої світової війни, що мала на меті відвоювання Харкова і створення сприятливих умов для подальшого наступу Червоної армії на Дніпро. Закінчилася оточенням та майже цілковитим знищенням радянських військ в результаті контрнаступальної операції Вермахту (Операція «Фрідерікус»). Через поразку під Харковом стало можливим стрімке просування німецьких військ на південній ділянці фронту на Вороніж та Ростов-на-Дону з наступним виходом до Волги та просуванням на Кавказ (див. Операція «Блау»).

## Передумови
Після успішного відбиття німецького наступу на Москву в січні 1942 року і переходу в контрнаступ радянське командування ухвалило рішення розпочати активні дії й на інших ділянках радянсько-німецького фронту. Проте наступальні операції на Курському і Харківському напрямках, на Донбасі і в Криму відчутних успіхів не мали, за виключенням дій Південно-Західного фронту в районі Ізюма, внаслідок якого був створений плацдарм на західному березі ріки Сіверський Донець у районі міста Барвінкове, що відкривав можливість подальшого наступу під Харковом.
Тому після оголошення 1 травня Йосипом Сталіним як Головнокомандувачем завдання «домогтися того, щоб 1942 рік став роком остаточного розгрому німецько-фашистських військ», саме цей плацдарм під Харковом був використаний для планування наступальної операції, метою якої був вихід до Дніпропетровська, розкол і знищення німецької групи армій «Південь». У той же час після переходу Вермахту 8 травня в наступ на Керченському півострові для оволодіння стратегічною ініціативою у Східній Україні німецьке командування розпочало підготовку до ліквідації Барвінківського плацдарму, плануючи почати наступ на цій ділянці фронту 18 травня.

## Хід битви
21-ша, 28-ма, 38-ма армії Південно-Західного фронту прорвали оборону противника північніше і південніше міста і до 19 травня розвинули наступ, але противникові вдалося вийти в тил головного ударного угруповання радянських військ, оточити його на Барвінківському виступі і майже повністю ліквідувати. Невдале закінчення операції спричинене помилками командування Південно-Західного напрямку і фронту в оцінці загальної оперативно-стратегічної обстановки і в організації наступу. З'єднання обох фронтів зазнали великих втрат, позбулися оперативного плацдарму на Сіверському Донці і не змогли здійснити влітку намічені на цьому напрямку наступальні операції.
Загальні втрати радянських військ становили 277 190 військовослужбовців, з них 170 958 убитими, зниклими безвісти або захопленими в полон та 106 232 поранених. Середньодобові втрати становили 15 399 військовослужбовців.
Серед загиблих було багато радянських генералів: заступник командувача військами Південно-Західного фронту генерал-лейтенант Федір Костенко, командувач 6-ю армією генерал-лейтенант Авксентій Городнянський, командувач 57-мою армією генерал-лейтенант Кузьма Подлас, генерал-майор Андрій Анісов, генерал-майор артилерії Федір Маляров, командувач армійською групою генерал-майор Леонід Бобкін, командир 47-ї стрілецької дивізії генерал-майор Пилип Матикін, командир 270-ї стрілецької дивізії генерал-майор 3акі Кутлін, командир 337-ї стрілецької дивізії генерал-майор Ілля Васильєв.

## Наслідки

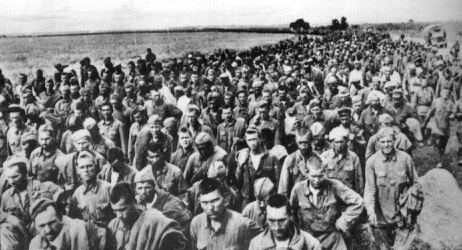
Радянські військовополонені, Харків, літо 1942 (David M. Glantz, Kharkov 1942)

Після Харківської битви зі своїх посад були зняті командувач 28-ї армії генерал-лейтенант Дмитро Рябишев, начальник автобронетанкових військ Південно-Західного фронту генерал-лейтенант танкових військ Володимир Тамручі, начальник штабу Південно-Західного фронту генерал-лейтенант Іван Баграмян.
Через провал Харківського наступу оборона радянських військ на Південному і Південно-Західному фронтах виявилася кардинально ослабленою, і німецькі війська розпочали успішний контрнаступ: 7 липня Вермахт вийшов на підступи Воронежа та Ростова, 23 липня було захоплено Ростов-на-Дону, що відкривало шлях на Кавказ і Волгу в районі Сталінграда, небезпека втрати яких змусила Сталіна 28 липня 1942 року підписати наказ № 227 «Ні кроку назад!», яким у складі Червоної армії почалось формування штрафних батальйонів і загороджувальних загонів.